# Nye venner
|  | Denne artikel er oprettet af botten PalnaBot ud fra en ekstern database. Den kan derfor have sproglige fejl eller mangler. Denne skabelon kan fjernes efter kontrol af indholdet. |

Nye venner er en kortfilm instrueret af Jørgen Storm-Petersen efter manuskript af Astrid Henning-Jensen.

## Handling
Under et gadeslagsmål må en dreng søge tilflugt i et hus, som viser sig at være et børnebibliotek. I sit skjul kommer personerne fra bøger, der er ukendte for Per, frem fra hylderne og taler til ham: Phileas Fogg, Peter Plys, Pippi Langstrømpe, Svend Gjønge, Lange John Silver m.fl. Hans interesse er vakt, og da han får penge i fødselsdagsgave, køber han en bog om en af sine nye venner. Filmens formål er at stimulere børnenes interesse for lødige børnebøger i stedet for kulørte hefter.